# クリスチャン・ムーア
クリスチャン・D・ムーア（Christian D. Moore, 2002年10月21日 - ）は、アメリカ合衆国ニューヨーク州ニューヨーク市ブルックリン区出身の野球選手（内野手）。右投右打。MLBのロサンゼルス・エンゼルス所属。

## 経歴

### プロ入りとエンゼルス時代

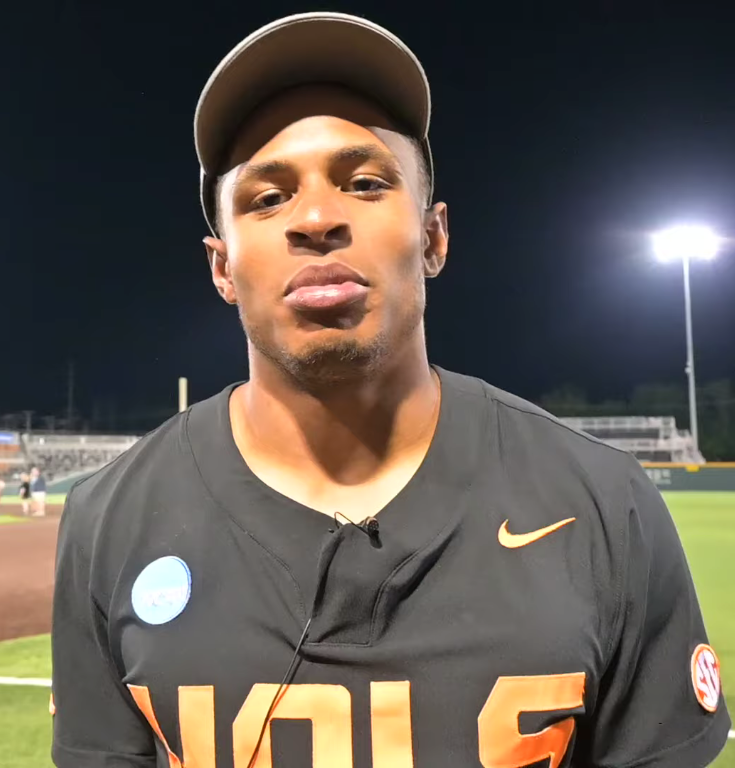
テネシー大学時代
（2024年6月9日）

2024年のMLBドラフト1巡目（全体8位）でロサンゼルス・エンゼルスから指名され、20日に契約を結んだ（契約金は499万7500ドル）。契約後はA級インランドエンパイア・シックスティシクサーズでプロデビュー。打率.545、1本塁打、OPS1.583を記録し、わずか2試合でAA級ロケットシティ・トラッシュパンダズに昇格した。
2025年はAA級ロケットシティで開幕を迎え、5月下旬にAAA級ソルトレイク・ビーズに昇格。6月14日にメジャー契約を結び、その日のボルチモア・オリオールズ戦でメジャーデビューを果たした。

## 家族
兄のC. J.ムーアも元野球選手で、2014年のMLBドラフト13巡目でアリゾナ・ダイヤモンドバックスから指名されたが、入団しなかった。

## 詳細情報

### 代表歴
- 2023年 第44回日米大学野球選手権大会アメリカ合衆国代表

### 背番号
- 4（2025年 - ）